# 台中市公車528路
台中市公車528路目前行駛自老樹公園經社口到豐原轉運中心，此路線大部份行駛於民生路。

## 歷史
- 2011年12月1日：新闢228路〈豐原－僑光科技大學〉，由豐原客運營運。
- 2013年9月30日：「大社」站更名為「岸裡國小」。
- 2013年10月21日：增停「中山大同巷口」。
- 2013年12月25日：調整西屯區僑光科大地區行駛動線。「黎明光明路口」站位遷移至福星北路處（靠近西苑路）（預計1年日曆天後恢復原站位）。[1]
- 2015年12月21日：「楓樹腳」更名為「楓樹腳（上楓國小）」。
- 2016年5月9日：增設「黎明僑大三街口」及「黎明福星北路口」；「黎明光明路口」更名為「福星北西苑路口」。
- 2016年5月31日：增設「廣福路261巷口」。
- 2016年10月16日：調整行駛路線至豐原東站，調整後將「和平街」、「豐原」站位裁撤，調整後路線名稱由「豐原－僑光科技大學」變更為「豐原東站－僑光科技大學」。[2]
- 2017年3月26日：配合豐原區「向陽路地下道填平工程」道路管制禁止通行，2017年3月26日至2017年8月31日止改道為「中正路－三豐路－圓環北路－豐勢路」，改道後行經之既有站位皆停靠。[3]
- 2017年8月20日：「豐原郵局」更名為「臺灣企銀（豐原郵局）」。
- 2017年9月1日：因向陽路地下道填平工程完工日期延期，故持續改道。恢復原行駛動線再另行公告。
- 2017年9月11日：向陽路地下道填平工程完工，恢復原行駛動線。
- 2017年11月1日：由豐榮客運接駛，接駛後由僑光科技大學端延駛至「大鵬國小」，路線名稱由「豐原東站－僑光科技大學」變更為「大鵬國小－豐原東站」，延駛後將「文修停車場」裁撤，並調整發車時刻。
- 2021年11月5日：增設「大雅橋(中清東路)」雙向站位。
- 2023年4月1日：自4/1起由巨業交通代駛，班次與時刻暫無改變。[4]
- 2023年10月1日：巨業交通接駛，路線編號變更為528「老樹公園-豐原東站」[5]。
- 2024年11月30日：「河南停車場」更名為「中央公園」。

## 路線基本資料
全程行車里數約18.9公里，全程行車時間約50分鐘。往豐原轉運中心53站，往老樹公園52站。
自老樹公園起，沿順平路、順平三街、西屯區中平路、皇城路、長安路、河南路、福星路、福星北路、黎明路、廣福路、大雅區中山路、中清東路、民興街、民生路、神岡區民生路、中山路、豐原區中正路、向陽路、豐陽路到豐原轉運中心。

### 時刻表
- 時刻表僅供參考，請以巨業客運網站公告為準。

| 台中市公車528路平日時刻列表 | 台中市公車528路平日時刻列表 | 台中市公車528路平日時刻列表 | 台中市公車528路平日時刻列表 |
| --------------------------- | --------------------------- | --------------------------- | --------------------------- |
| 老樹公園開時刻              | 老樹公園開備註              | 豐原轉運中心開時刻          | 豐原轉運中心開備註          |
| 05:30                       | -                           | 06:30                       | -                           |
| 06:05                       | -                           | 07:20                       | -                           |
| 06:30                       | -                           | 08:00                       | -                           |
| 08:00                       | -                           | 09:20                       | -                           |
| 08:40                       | -                           | 10:00                       | -                           |
| 09:20                       | -                           | 10:30                       | -                           |
| 14:00                       | -                           | 15:10                       | -                           |
| 14:30                       | -                           | 15:40                       | -                           |
| 16:20                       | -                           | 18:15                       | -                           |
| 16:50                       | -                           | 18:30                       | -                           |

例假日停駛

### 收費
- 依里程計費；刷電子票證10公里免費。
- 里程計費說明：
  - 基本里程：8公里。
  - 基本里程票價全票20元、半票11元。
  - 超過基本里程（8公里）計費方式：
    - 全票=[2.431 x 搭乘里程數x (1+5%營業稅)] （四捨五入）
    - 半票=[2.431 x 搭乘里程數x (1+5%營業稅)] x 50% （四捨五入）

  - 兒童、老人、身心障礙者及其陪伴者依規定半票收費。

### 停站
- 參見右側站牌路線圖。
- 路線圖更新時間為2024年3月10日。